# Mitch Ropelato
Mitch Ropelato (ur. 3 marca 1992) – amerykański kolarz górski.

## Kariera
Pierwszy sukces w karierze Mitch Ropelato osiągnął 2 sierpnia 2009 roku w kanadyjskim Bromont. W zawodach Pucharu Świata w four crossie zajął tam drugie miejsce, za Holendrem Joostem Wichmanem, a przed Brytyjczykiem Danem Athertonem. Było to jego jedyne podium karierze i w sezonie 2009, w klasyfikacji końcowej zajął trzynaste miejsce. Startuje także w downhillu, zajął między innymi 31. miejsce na rozgrywanych w 2012 roku mistrzostwach świata w Leogang.